# Mihai Fifor
Mihai-Viorel Fifor, né le 10 mai 1970 à Drobeta-Turnu Severin, est un homme d'État roumain.
Membre du Parti social-démocrate (PSD), il est ministre de l'Économie entre juin et septembre 2017 puis ministre de la Défense nationale de septembre 2017 à novembre 2018. Il est Premier ministre par intérim du 16 au 29 janvier 2018 et ministre des Affaires intérieures par intérim en 2019.

## Biographie
Il est ministre de l'Économie du 29 juin au 12 septembre 2017 dans le gouvernement Tudose. Il est nommé ministre de la Défense nationale le 12 septembre 2017 dans le même gouvernement.
Mis en minorité lors d'un vote interne du PSD, le 15 janvier 2018, Mihai Tudose démissionne et annonce qu'il n'assurera pas l'intérim à la tête du gouvernement. La nomination du vice-Premier ministre Paul Stănescu, pour une période intérimaire maximum de 45 jours, est annoncée. Finalement, le président Klaus Iohannis décide de nommer Mihai Fifor. Le jour même, le PSD propose la députée européenne Viorica Dăncilă pour lui succéder. Le 17 janvier 2018, le président Iohannis désigne celle-ci au poste de Premier ministre. Elle prend ses fonctions douze jours plus tard, le 29 janvier, devenant ainsi la première femme à diriger un gouvernement en Roumanie.
Il démissionne de sa fonction de ministre de la Défense nationale le 19 novembre 2018.
À la suite de la démission du ministre des Affaires intérieures, Nicolae Moga, le 30 juillet 2019, Mihai Fifor assure l'intérim avant d'être proposé à la tête du ministère le 23 août suivant.